# Cavnic
Cavnic (ungarsk: Kapnikbánya; tysk: Kapnik) er en tidligere mineby beliggende i dalen af floden Cavnic, 26 km øst for Baia Mare, i distriktet Maramureș, i det nordlige Rumænien. Byen dækker et areal på 47,17 km², og ligger i  højdeer fra 500 til 1.050 meter over havet.
Byen har 4.264 (2021) indbyggere.

## Historie
Cavnic blev første gang dokumenteret i 1336 som Capnic. Den blev opkaldt efter floden, som fik sit navn fra et slavisk ord, kopanе, der henviser til gravearbejde. Mineaktivitet i området går tilbage til Romertiden.
Byen blev ødelagt af Osmannerne i 1460 og af Tatarer i 1717, men Tatarerenes invasion endte med et nederlag, hvilket gjorde det til den sidste tatariske invasion, der nogensinde fandt sted i det nuværende rumænske territorium. Som minde om  den sidste tatariske invasion findes der i byen en 7,2 m høj obelisk med en latinsk inskription, hvorpå der står "Anno 1717 usque hic fuerunt tartari", hvilket betyder "I løbet af året 1717 ankom tatarerne hertil". Obelisken er kendt blandt de lokale som "Tatarsøjlen" . Den nøjagtige dato, hvor obelisken blev opført  er  ukendt.